# Музей видатних діячів української культури
Музей видатних діячів української культури Лесі Українки, Миколи Лисенка, Панаса Саксаганського, Михайла Старицького — літературно-меморіальний музей у Києві.

## Історія заснування й короткий опис
Музей видатних діячів української культури був заснований у 1987 році. Підставою для його створення став той історичний факт, що наприкінці XIX — на початку XX ст. у близькому сусідстві проживали родини визначних українських митців — Лесі Українки, Миколи Лисенка, Михайла Старицького, Панаса Саксаганського, які презентували тоді культуру Наддніпрянщини у найвищій її якості.
Музейні експозиції розміщені у меморіальних будинках, які збереглися до нашого часу, вони є природними межами території Музею, якій надано статус охоронної зони, і яка є справжньою оазою серед бурхливого міського життя. Відвідувачі і гості Музею мають змогу поринути у вишукану атмосферу життя української інтелігенції кінця XIX — поч. XX ст., адже інтер'єри відтворені такими, якими вони були за життя прославлених мешканців.
В будинку по вул. Марїінсько-Благовіщенській, (нині вул. Саксаганського) родина великої української поетеси Лесі Українки (Лариса Петрівна Косач-Квітка) мешкала з 1899 по 1909 роки. Ця родина дала Україні не одне славне ім'я. Мати Лесі Українки — відома письменниця, етнографиня, культурна й громадська діячка Олена Пчілка (Олена Петрівна Косач з роду Драгоманових). Дядько — видатний учений, історик і філософ Михайло Драгоманов.
Поруч, у будинку № 95-Б жив і творив видатний композитор, громадський та культурний діяч Микола Лисенко (1842 — 1912).
По тій самій вулиці у № 93 мешкав із сім'єю видатний український драматург, театральний діяч Михайло Старицький (1840 — 1904).
Об'єднані давньою дружбою, спільними творчими інтересами, активною громадянською позицією, спрямованою на піднесення національної самосвідомості, ці родини створили унікальний мистецько-культурний осередок, який сучасники називали українським Парнасом.
Структура і склад Музею логічно зумовлено важливими історичними подіями в українській культурі, тісно пов'язаними зі становленням та самоусвідомленням української нації. Загальною стратегією розвитку Музею є відтворення на заповідній музейній території своєрідного й унікального Українського центру, який презентував би історичні надбання національної культури й водночас органічно розвивався як сучасний мистецький осередок. Адже в контексті культурологічної діяльності Музею — і література, і музичне мистецтво, і театр, і народна творчість.
Фондова збірка Музею видатних діячів української культури постійно поповнюється, у ній багато справжніх скарбів національної культури, які привертають увагу багатьох науковців, є неабияким підґрунтям для цікавих досліджень.
У Музеї чимало цікавих культурологічних і соціальних програм, адже в конкісті цієї діяльності і література, і музичне мистецтво, і театр, і народна творчість. Великої популярності набули літературні та музичні вечори, які проводяться у рамках засідань музейного клубу «Родина», конкурс молодих поетів «Надія». Започатковано конкурс юних художників «Візія», щорічний науковий семінар «Роль визначних особистостей — митців, діячів науки, культури у процесі формування національної самосвідомості». Відродження українського Парнасу в його сучасному вимірі передбачає створення театрального і кінозалів, технічно оснащеної наукової бібліотеки, літнього амфітеатру для проведення концертів, художніх майстерень тощо.

## Музей Лесі Українки

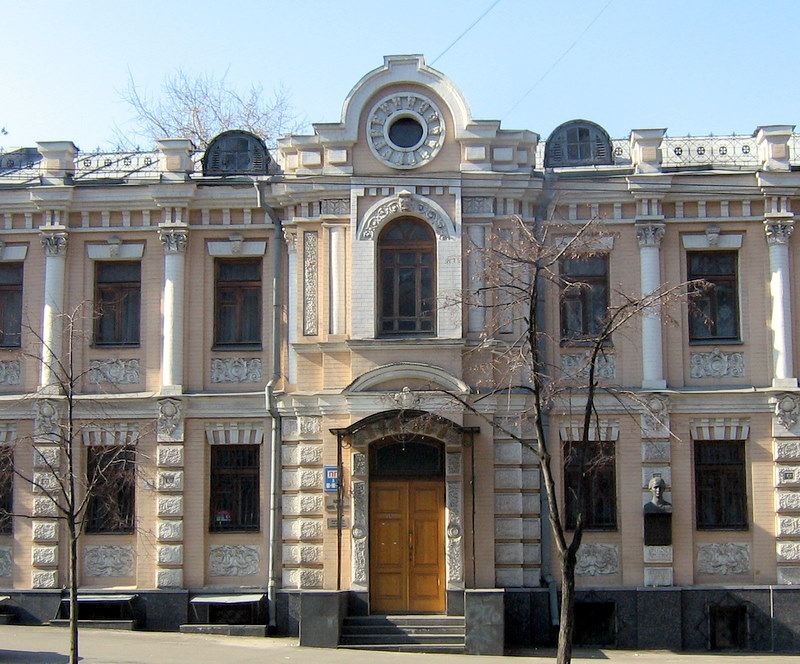
Музей Лесі Українки

Музей Лесі Українки у Києві існує ще з початку 60-х років XX ст.. В середині 1980-х рр. будинок (забудови 1889 р., архітектор М. Гарденін) став на капітальний ремонт, було прийняте рішення про повне відновлення експозиції . 25 лютого 1991 року відкрито для відвідувачів меморіальну квартиру Лесі Українки, відновлену в тому вигляді, якою вона була під час проживання тут Косачів (з 1899до 1909 рр.).
Джерелом для наукової реставрації помешкання послужили архівні документи про спорудження будинку, спогади та епістолярна спадщина родичів та знайомих поетеси, фото оригінали кінця XIX — поч. XX ст.., які дають конкретне уявлення про вигляд інтер'єрів, меблів, ужиткових речей тої доби.
Детальні та точні описи кожної кімнати квартири по вулиці Маріїнсько-Благовіщенській, № 97, дорогоцінні свідчення про стиль життя та побут родини залишила наймолодша сестра Лесі Українки Ізидора Косач-Борисова.
До експозиції увійшли речі, що належали поетесі та її близьким, твори живопису (серед яких — прижиттєві портрети Лесі Українки та інших членів родини пензля Фотія Красицького), оригінальні вироби народного декоративно-прикладного мистецтва сер. XIX — поч. XX ст.ст., рідкісні книжкові та періодичні видання, типові меблі та предмети побуту тогочасної епохи, які за даними досліджень тотожні або подібні до меморіальних, а також невелика кількість реконструйованих за наявними зразками речей. Квартира складається з передпокою та п'яти кімнат: кімнати Лесі Українки, вітальні, їдальні, кімнати батьків (кабінет Олени Пчілки) та «Микосевої» кімнати (певний час тут мешкав Микола Косач — молодший брат Лесі Українки).
На другому поверсі розміщено літературну експозицію, яка висвітлює життєвий творчий шлях поетеси.
На фасаді встановлено меморіальну дошку з погруддям Лесі Українки роботи Г. Кальченко.

## Музей Миколи Лисенка
Киянам добре відома експозиція музею яка працює з 1980 р. (до 1987 р. — у складі Державного музею театрального, музичного та кіномистецтва України). Родина композитора займала другий поверх будинку (1894 р. забудови, архітектор Хойнацький). Саме тут М. Лисенко проживав з 1894 р. аж до самої смерті у 1912 р.
Основою фондової колекції музею став творчий архів, переданий з Кабінету-музею М. В. Лисенка при Київській державній консерваторії (нині — Національна музична академія України ім.. П. І. Чайковського), експонати, передані з театрального музею, а також подаровані нащадками композитора. Експозиція включає сім залів, що висвітлюють життєвий і творчий шлях Миколи Лисенка, і три меморіальні кімнати, в яких збережено автентичний паркет, ліпнину, кахляні груби.
У меморіальній вітальні представлено концертний рояль фірми «Блютнер» та портрет М. Лисенка роботи Йосипа Куриласа в унікальній різьбленій рамі. Робочий кабінет митця, де знаходиться більшість меморіальних меблів та особистих речей композитора, відтворено згідно з документальними фотографіями. На стінах розміщено частину його унікальної колекції українських народних музичних інструментів: ліру, торбан, цимбали, кобзу. Тут М. Лисенко працював над операми «Тарас Бульба», «Енеїда», «Ноктюрн», останніми випусками "Музики до «Кобзаря», обробками народних пісень та ін.

## Музей Михайла Старицького
У серпні 2002 року після тривалої реставрації будинку відкрився музей Михайла Старицького.
Експозиція музею складається з меморіальної квартири письменника та тематичної частини «Продовження сімейних традицій», присвяченої життю та творчості нащадків корифея українського театру та виставки «Творча і театральна діяльність М. П. Старицького».
Основою фондової колекції стали сімейні реліквії та родинний архів, передані за заповітом Ірини Іванівни Стешенко, онуки письменника (понад 15000 одиниць). Серед них рідкісні книжки та періодичні видання з родинної бібліотеки, твори живопису (в числі яких прижиттєві портрети М. Старицького, Л. М. Старицької-Черняхівської, В. Черняхівської), меморіальні меблі, унікальна колекція кераміки кінця XIX — поч. XX ст., сімейний архів, колекція оригінальних світлин.
М. Старицький оселився у квартирі на другому поверсі будинку (власник — В. Хондожко) 1901 р. Саме тут розміщено експозицію меморіальної квартири драматурга, що складається з вітальні, кабінету М. Старицького, кімнати старшої доньки письменника, Марії Михайлівни та їдальні. Точному відтворенню інтер'єрів помешкань послугували спогади онуки письменника Ірини Стешенко 1898 — 1988), яка протягом тривалого часу співпрацювала з науковцями музею. Цінними джерелами для реставрації стали також письмові свідчення сучасників, епістолярна спадщина тощо. Серед найцінніших експонатів музею — письмовий стіл, крісло, шаховий столик Михайла Петровича, ікона «Спас Недріманний», яка належала ще матері драматурга, портрети М. Старицького роботи Ф. Красицького, оригінали рукописів, першодруки творів письменника та його нащадків, особисті речі митця (окрасою експозиції музею є вишита сорочка та рушники, що належали Старицькому).
Майже одночасно з Михайлом Петровичем у цьому будинку оселилася родина його другої дочки Людмили Старицької-Черняхівської. У її квартирі влаштовано другу частину експозиції «Продовження сімейних традицій», що налічує п'ять кімнат. В них у хронологічній послідовності висвітлюється життєвий і творчий шлях дітей та онуків драматурга, що гідно продовжили справу Михайла Старицького: Марії Старицької, Людмили Старицької-Черняхівської, Оксани Стешенко, Юрія Старицького та онуків Вероніки Черняхівської, Ірини та Ярослава Стешенків.

## Майбутній музей Панаса Карповича Саксаганського
На часі — створення музею Панаса Карповича Саксаганського та завершення благоустрою та регенерації території охоронної зони.
Експозиція музею Панаса Саксаганського має розміститися у меморіальному будинку № 96 по вул. Жилянській, де відомий актор і театральний діяч, представник славного роду Тобілевичів, мешкав з 1912 року аж до своєї смерті (1940 р.). Збереглися майже всі речі, що оточували корифея української сцени за життя, документи, епістолярна спадщина, фото, живописні полотна тощо. 
Будинок, де проживав Саксаганський був суттєво пошкодженний внаслідок влучання російської ракети 10.10.2022 року. Наразі в будинку ведуться ремонтні роботи по відновленню та підготовки до розміщення там меморіальної експозиції.

## Музей «Іван Франко і Київ»
Музей «Іван Франко і Київ» було започатковано 27 серпня 2006 року Указом Президента України. Відповідно до рішення Київської міської ради від 27 грудня 2007 р. він розташується у будинку № 93-б по вул. Саксаганського, як одна із складових частин Музею видатних діячів української культури.
Цей будинок належав члену Старої Громади М. Гвоздику, як і будинок 95-б, де проживав Микола Лисенко (нині — музей М.Лисенка). Приміщення для створення музею було обране невипадково: Іван Франко підтримував тісні і сталі відносини із українськими діячами громадсько-політичного руху, культури і мистецтва, що репрезентовані у музейному комплексі — М. Старицьким, М. Лисенком, родиною Косачів (П. Косачем, Оленою Пчілкою, Лесею Українкою, М. Драгомановим). Значною мірою саме завдяки взаємозв'язкам І. Франка із цими діячами здійснювалися його контакти з українською інтелектуальною елітою та різними громадськими об'єднаннями Києва і Наддніпрянщини.
В основу створення експозиції музею покладено тематично-хронологічний принцип. У першу чергу мають бути відображені три приїзди І. Франка до Києва у 1885, 1886 і 1909 роках. Окрім того планується створення таких тематичних блоків як «І. Франко і М. Лисенко», «І. Франко і родина Косачів-Драгоманових», «І. Франко і М. Старицький», «Одруження І. Франка», «І. Франко і Київська Стара громада», «І. Франко і київські видавництва», «І. Франко та Є. Чикаленко» та багато інших.